# Steelhammer
Steelhammer es el decimocuarto álbum de estudio de la banda alemana de heavy metal U.D.O., publicado en 2013 por AFM Records. Es el primer trabajo con los guitarristas Andrey Smirnov y Kasperi Heikkinen, quienes ingresaron en reemplazo de Stefan Kaufmann e Igor Gianola respectivamente. Por un lado, Kaufmann se retiró de la banda por motivos de salud, mientras que Gianola por razones personales.

## Lista de canciones
Todas las canciones escritas por Udo Dirkschneider y Fitty Wienhold, a menos que se indique lo contrario.

| N.º | Título                    | Escritor(es)                                    | Duración |  |
| 1.  | «Steelhammer»             |                                                 | 3:23     |  |
| 2.  | «A Cry of a Nation»       |                                                 | 5:41     |  |
| 3.  | «Metal Machine»           |                                                 | 4:46     |  |
| 4.  | «Basta Ya»                | Dirkschneider, Wienhold, Victor Garcia Gonzalez | 4:33     |  |
| 5.  | «Heavy Rain»              | Dirkschneider, Wienhold, Frank Knight           | 2:25     |  |
| 6.  | «Devil's Bite»            |                                                 | 5:05     |  |
| 7.  | «Death Ride»              |                                                 | 4:08     |  |
| 8.  | «King of Mean»            | Dirkschneider, Wienhold, Knight                 | 4:07     |  |
| 9.  | «Timekeeper»              |                                                 | 4:26     |  |
| 10. | «Never Cross My Way»      |                                                 | 4:23     |  |
| 11. | «Take My Medicine»        |                                                 | 5:07     |  |
| 12. | «Stay True»               |                                                 | 4:04     |  |
| 13. | «When Love Becomes a Lie» | Dirkschneider, Wienhold, v.Scheidt              | 4:12     |  |
| 14. | «Book of Faith»           |                                                 | 5:12     |  |

| Pista adicional en la edición limitada |                                                    |          |  |
| N.º                                    | Título                                             | Duración |  |
| 1.                                     | «Shadows Come Alive» (incluida como la pista doce) | 4:23     |  |

| Pista adicional para Japón |                                                          |          |  |
| N.º                        | Título                                                   | Duración |  |
| 15.                        | «Dust And Rust» (versión en idioma inglés de «Basta Ya») | 4:31     |  |

## Posicionamiento en listas
| País           | Lista                   | Máxima posición |
| -------------- | ----------------------- | --------------- |
| Alemania       | Media Control Charts    | 21              |
| Estados Unidos | Top Heatseekers         | 28              |
| Finlandia      | Suomen virallinen lista | 38              |
| Suecia         | Sverigetopplistan       | 23              |
| Suiza          | Schweizer Hitparade     | 79              |

## Músicos
- Udo Dirkschneider: voz
- Andrey Smirnov: guitarra eléctrica
- Kasperi Heikkinen: guitarra eléctrica
- Fitty Wienhold: bajo
- Francesco Jovino: batería